# Psihologija mase
Psihologija mase (eng. Crowd psychology) grana je socijalne psihologije. Obični ljudi mogu često dobiti direktnu moć djelujući zajedno. Tijekom povijesti, često su velike grupe ljudi dovodile do dramatičnih i naglih socijalnih promjena, ali su isto tako budile kontroverzu. Sociolozi su razvili nekoliko teorija koje objašnjavaju psihologiju mase i razloge zbog kojih se psihologija mase razlikuje od psihologije pojedinaca unutar nje. Carl Gustav Jung skovao je izraz "kolektivna svijest". Drugi poznatiji istraživanji psihologije mase su Gustave Le Bon, Wilfred Trotter, Gabriel Tarde, Sigmund Freud i Elias Canetti.

## Teorije psihologije mase

### Klasične teorije
Glavna ideja Freudove teorije o ponašanju gomila je da se ljudi u gomili ponašaju drukčije od ljudi koji razmišljaju individualno. Misli pojedinaca skupine bi se spojili i tako stvorili jedinstven,  grupni, način razmišljanja, što bi za posljedicu imalo stvaranja entuzijazma kod svakog člana gomile, i pojedinci postaju manje svjesni posljedica svojih djela. Na stvaranje emocionalne razare utječu tri psihološka mehanizma - imitacija, sugestibilnost i cirkularna reakcija (proces u kojem emocije u drugih stvaraju iste emocije u pojedincu, što zatim pojačava te emocije u drugih).
Gustave Le Bon je razvio ideju (teorija zaraze) da masa stvara osjećaj anonimnosti i ponekad snažnih emocija, koja je postala šablona. Ipak, ovu su ideju kritizali neki, poput Clarka McPhaila koji kaze da neke studije pokazuju da gomila zapravo nema svoj vlastiti identitet i način razmišljanja, osim misli i namjera pojedinaca. Norris Johnos, koji je istraživao paniku nastalu na koncertu grupe The Who 1979., i zaključio da se gomila zapravo sastoji od mnogo manjih grupa ljudi koje su uglavnom pokušavale pomoći jedna drugoj.
Ipak, mora biti jasno da ako je struja koja je podržavala iracionalno gomilu Le Bona točna, on nije smatrao da su mase potpuno iracionalne, već jednostavno da psihologija pojedinaca nije bitna za ovaj fenomen. Le Bon je bio jedan od začetnika propagande, za koju je smatrao da je prigodna i racionalna tehnika za upravljanja grupama. Njegova knjiga iz 1895. "Masa: Studija uma populacije" utjecala je na mnoge ključne figure 20. stoljeća, poput Adolfa Hitlera, čija se knjiga Mein Kampf oslanja na Le Bonova djela.
Wilfred Trotter, engleski kirurg je zastupao slično mišljenje. Postao je poznat po knjizi "Instinkti stada u miru i ratu". Upoznao je Wilfreda Biona, s kojim se živio i radio s idejama Sigmunda Freuda. Wilfred Bion i Ernest Jones, koji je također radio s Trotterom postali su utjecajne figure u britanskom psihoanalitičkom krugu. Bion, koji je poslije napisao skup radova na temu Iskustva u grupama, bio je pod izrazitim Tritterovim utjecajem.
Sigmund Freud je je kritizirao Le Bonov koncept, ističući da grupe nemaju vlastitu dušu. Prema Freudu, individualci se identificiraju s vođama u masi, kroz svoj idealni ego (što je poslije u teoriji psihoanalize postao superego), dok se vođe identificiraju s idejom.
Theodor Adorno je krititizirao ideju spontanosti gomile: prema njemu, gomile su umjetan produkt modernog života. Građanski se ego izgubio, otvarajući put idu.
Edward Bernays (1891. – 1995.), nećak Sigumunda Freuda se smatrao ocem na polju odnosa s javnošću. Bernays je bio jedan od prvih koji su pokušali manipulirati mišljenjem javnosti koristeći psihologiju nesvjesnog. On je smatrao da je manipulacija nužna u današnjem društvu, koje je po njuemu bilo iracionalni i opasno.

### Teorija konvergencije
Prema teoriji konvergencije, ponašanje mase nije posljedica same mase, već je pojedinci prenose na masu. Stoga, masa je zapravo skup individualaca sličnih mišljenja. I dok teorija zaraze Gustava Le Bona smatra da ljudi nešto rade zbog gomile, teorija konvergencije kaže da suprotno: ljudi koji žele djelovati na određen način stvaraju gomile.
Primjer teorije konvergencije su rasističke nastrojene gomile. U njima sudjeluju ljudi koji ionako imaju rasistička stajališta.

### Teorija nastajućih formi
Ralph Turner i Lewis Killian su razvili teoriju nastajaćih normi dinamike masa. Ovi istraživači smatraju da socijalno ponašanje ne može biti potpuno predvidljivo, ali grupe nisu iracionalne. Ako slični interesi privlače gomilu, nove norme mogu nastati u samoj gomili. Gomile postaju kolektivi, i kada npr. jedna osoba na rock koncertu podigne upaljač, mnoštvo ga odmah slijedi, ili kada na prosvjedu jedna osoba baci kamen u izlog, odmah nastanu neredi. Ova teorija kaže da je ponašanje grupe posljedica njihove motivacije i uključenosti u neki događaj. Oni koji su motiviraniji od ostalih, postaju vođe i dovode nastanka kolektivnog raspoloženja. Međutim, vođe mogu postati samo oni koji primjerenije mogu izraziti samo ono što ostali već osjećaju.